# Loepa formosensis
Loepa formosensis är en fjärilsart som beskrevs av Clayton Dissinger Mell 1939. Loepa formosensis ingår i släktet Loepa och familjen påfågelsspinnare. Inga underarter finns listade i Catalogue of Life.